# Den Sande Jesus Kirke
Den Sande Jesus Kirke er en selvstændig trosretning, som er udgået fra Pinsebevægelsen. Kirken blev grundlagt i Beijing, Kina i 1917. I dag har den ca. 1.5 millioner medlemmer på fem kontinenter. Heraf er ca. 1,4 millioner i Kina og ca. 86.000 i andre lande.

## Trossætninger
De ti grundlæggende trossætninger/læresætninger i Den Sande Jesus Kirke er:

### Helligånden
"Modtagelse af Helligånden, bevidnet ved tungetale, er garantien for vores arveret til Guds rige". (Rom 8,16, Ef 1,13-14).

### Dåben
"Dåben med vand er sakramentet for syndernes forladelse og genopstandelsen. Dåben skal ske i naturligt, levende vand som en flod, en sø eller en kilde.
Den døbende skal allerede have modtaget dåben i vand og helligånden i Jesu Kristi navn, og den der modtager dåben skal neddykkes helt i vandet med hovedet bøjet og ansigtet vendende nedad". (Joh 3,5; Matt 3,16; ApG 2,38, 10,48).

### Fodvaskning
"Sakramentet med fodvaskning sætter os i stand til at have andel i Herren Jesus. Det tjener samtidig som en konstant påmindelse om, at vi skal have stadig kærlighed, hellighed, ydmyghed, tilgivelse og tjeneste.
Enhver, der har modtaget dåben i vand skal have sine fødder vasket i Jesu Kristi navn. Gensidig fodvaskning praktiseres altid når det skønnes passende". (Joh 13,1-7)

### Den hellige nadver
Med sakramentet den hellige nadver mindes Jesu Kristi død.
Det giver os i del i Herrens legeme og blod og giver os evigt liv og genopstandelse. Dette sakramente skal fejres så ofte som muligt. Der skal kun bruges usyrnet brød og druesaft". (1 Kor 10,17, 11,26; Joh 6,53; Mark 14,24-25).

### Sabbaten
Sabbaten, ugens syvende dag (lørdagen), er en hellig dag, velsignet og indstiftet af Gud. Den skal overholdes under Guds nåde til minde om Guds skabelse og frelse og med håbet om evig fred i det kommende liv. (1 Mos 2,2-3; Hebr 4,9-11)

### Jesus Kristus
"Jesus Kristus, ordet som blev kød, døde på korset for syndernes forladelse, opstod på den tredje dag og opsteg til Himlen. Han er menneskehedens eneste frelser, himlens og jordens skaber, og den eneste sande Gud." (1 Tim. 3:16; 1 Kor. 15:3-4; ApG 4:12).

### Hellige Bibel
"Den hellige Bibel, bestående af det gamle og nye testamente, er inspireret af Gud, den eneste bibelske sandhed, og standarden for den kristne tilværelse." (2 Tim. 3:16).

### Frelse
"Frelse gives ved Guds nåde igennem tro. Troende må sætte deres lid til Helligånden for at tilstræbe fromhed, for at ære Gud og elske menneskeheden." (Ef. 2:8).

### Kirken
"Den Sande Jesu Kirke, som er grundlagt af vor herre Jesus Kristus gennem Helligånden på tidspunktet for "åndens tilbagekomst", er den genskabte sande kirke fra apostlenes tid." (Joel 2:23; Am. 9:11).

### Herrens genkomst
"Herrens genkomst vil ske på den yderste dag, når han stiger ned fra Himlen for at dømme verden: De retfærdige vil få evigt liv, mens de syndige vil blive evigt fordømt." (Matt. 25:31-34; 1 Thess. 4:16-17).